# Friends for Christmas
Friends for Christmas è un album in studio collaborativo natalizio di John Farnham e Olivia Newton-John, pubblicato nel 2016.

## Tracce
1. Let It Snow
2. It's Beginning to Look a Lot Like Christmas
3. Have Yourself a Merry Little Christmas
4. Santa Claus Is Coming to Town
5. The Christmas Song
6. Winter Wonderland
7. Baby, It's Cold Outside
8. Silent Night
9. White Christmas
10. Little Drummer Boy
11. Silver Bells
12. Hark the Herald Angels Sing